# Comuna Iavora, Turka
Iavora (în ucraineană Явора) este o comună în raionul Turka, regiunea Liov, Ucraina, formată din satele Iavora (reședința), Mala Voloseanka și Stodilka.

## Demografie
Componența lingvistică a comunei Iavora
     Ucraineană (99,66%)
     Alte limbi (0,29%)
Conform recensământului din 2001, majoritatea populației comunei Iavora era vorbitoare de ucraineană (99,66%), existând în minoritate și vorbitori de alte limbi.